# Resonador dieléctrico

Figura 1. Resonadores dieléctricos pueden ser montados dentro de guías de onda para operar como filtros de microondas. La figura muestra un filtro paso banda con tres resonadores dieléctricos montados transversalmente

Un resonador dieléctrico es una pieza de material dieléctrico (no conductor), generalmente de cerámica, que está diseñada para funcionar como un resonador para las ondas de radio, por lo general en las bandas de microondas y ondas milimétricas. Las microondas están confinadas en el interior del material del resonador, por el cambio brusco en la permitividad en la superficie  y rebotan hacia atrás y adelante entre los lados. En ciertas frecuencias, las frecuencias resonantes, las microondas forman ondas estacionarias en el resonador, con grandes amplitudes de oscilación. Los Resonadores dieléctricos generalmente consisten en un "disco" de cerámica que tiene una gran constante dieléctrica y un bajo factor de disipación. La frecuencia de resonancia se determina por las dimensiones físicas generales del resonador y la constante dieléctrica del material.
Los resonadores dieléctricos funcionan de manera similar a los resonadores de cavidad, cajas de metal huecas que también son ampliamente utilizados como resonadores en frecuencias de microondas, con la excepción de que las ondas de radio se reflejan por el gran cambio en la permitividad, más que por la conductividad de los metales. En frecuencias de ondas milimétricas, las superficies de metal se convierten en los reflectores con pérdidas, por lo que se utilizan resonadores dieléctricos en estas frecuencias. El uso principal en los resonadores dieléctricos es en osciladores electrónicos de ondas milimétricas (dielectric resonator oscillator, DRO) para controlar la frecuencia de las ondas de radio generadas. También se utilizan como filtros pasabanda, así como  antenas.